# Seznam dramatikov
Seznam dramatikov je krovni seznam za dramatike po narodnosti.

## A
- seznam ameriških dramatikov
- seznam angleških dramatikov
- seznam arabskih dramatikov
- seznam argentinskih dramatikov
- seznam armenskih dramatikov
- seznam avstrijskih dramatikov

## B
- seznam bengalskih dramatikov
- seznam belgijskih dramatikov
- seznam beloruskih dramatikov
- seznam bolgarskih dramatikov
- seznam bosanskohercegovskih dramatikov
- seznam brazilskih dramatikov
- seznam britanskih dramatkov

## Č
- seznam čeških dramatikov
- seznam čilenskih dramatikov
- seznam črnogorskih dramatikov
- seznam čuvaških dramatikov

## F
- seznam finskih dramatikov
- seznam francoskih dramatikov

## G
- seznam grških dramatikov
- seznam gruzijskih dramatikov

## H
- seznam haitskih dramatikov
- seznam hrvaških dramatikov

## I
- seznam indijskih dramatikov
- seznam iranskih dramatikov
- seznam iraških dramatikov
- seznam irskih dramatikov
- seznam islandskih dramatikov
- seznam laških dramatikov
- seznam izraelskih dramatikov

## J
- seznam japonskih dramatikov
- seznam judovskih dramatikov
- seznam južnoafriških dramatikov

## K
- seznam kanadskih dramatikov
- seznam kenijskih dramatikov
- seznam kirgizijskih dramatikov
- seznam kitajskih dramatikov
- seznam kolumbijskih dramatikov
- seznam kubanskih dramatikov

## L
- seznam latvijskih dramatikov
- seznam libanonskih dramatikov
- seznam litovskih dramatikov

## M
- seznam madžarskih dramatikov
- seznam makedonskih dramatikov
- seznam malgaških dramatikov
- seznam maroških dramatikov
- seznam mehiških dramatikov

## N
- seznam švabskih dramatikov
- seznam nigerijskih dramatikov
- seznam nikagarovskih dramatikov
- seznam nizozemskih dramatikov
- seznam norveških dramatikov
- seznam novozelandskih dramatikov

## P
- seznam pakistanskih dramatikov
- seznam palestinskih dramatikov
- seznam paragvajskih dramatikov
- seznam perujskih dramatikov
- seznam perzijskih dramatikov
- seznam poljskih dramatikov
- seznam portugalskih dramatikov

## R
- seznam rimskih dramatikov
- seznam romunskih dramatikov
- seznam ruskih dramatikov
- seznam senegalskih dramatikov

## S
- seznam slovaških dramatikov
- seznam slovenskih dramatikov
- seznam srbskih dramatikov

## Š
- seznam škotskih dramatikov
- seznam španskih dramatikov
- seznam švedskih dramatikov
- seznam švicarskih dramatikov
- seznam trinidadskih dramatikov
- seznam turških dramatikov
- seznam ukrajinskih dramatikov
- seznam urugvajskih dramatikov
- seznam uzbekistanskih dramatikov
- seznam valižanskih dramatikov
- seznam venezuelskih dramatikov